# استفان فن در هیدن
استفان فن در هیدن (هلندی: Stéphane van der Heyden؛ زادهٔ ۳ ژوئیهٔ ۱۹۶۹) بازیکن سابق و مربی فوتبال اهل بلژیک است.
از باشگاه‌هایی که در آن بازی کرده‌است می‌توان به باشگاه فوتبال لیل، باشگاه فوتبال کلوب بروژ، و باشگاه فوتبال رودا جی‌سی کرکراد اشاره کرد.
وی همچنین در تیم ملی فوتبال بلژیک بازی کرده‌است.